# Seattle Seahawks
Seattle Seahawks är ett amerikanskt proffslag i amerikansk fotboll som spelar i National Football League (NFL). Laget hör hemma i staden Seattle i delstaten Washington. Laget spelar för närvarande i konferensen National Football Conference (NFC) och där är de placerade i divisionen NFC West tillsammans med San Francisco 49ers, Los Angeles Rams och Arizona Cardinals. Seahawks ägs av Paul Allens dödsbo.
1976 blev Seahawks tillsammans med Tampa Bay Buccaneers de första expansionslagen i NFL efter att NFL och AFL slogs ihop 1970. Lagets största framgångar har kommit under 2000-talet med regelbundna slutspelsplatser och tre framträdanden i Super Bowl säsongerna 2005, 2013 och 2014. 2013 resulterade till Seahawks första Super Bowl vinst. Innan millennieskiftet nådde laget endast slutspelet 5 gånger på 24 säsonger.

## Historia
Seattle Seahawks uppstod till följd av en överenskommelse på 1960-talet mellan NFL och den konkurrerande ligan AFL. Konkurrenssituationen mellan de båda ligorna kostade klubbägarna mycket pengar och 1966 kom man till en överenskommelse där lagen i AFL fick tillåtelse att gå med i NFL från och med säsongen 1970. En del av överenskommelsen var att så snart som möjligt efter sammanslagningen att utöka ligan med ytterligare två lag. Detta verkställdes 1976 (även om beskedet kom redan 1974) när både Seahawks och Tampa Bay Buccaneers gjorde sina första säsonger i ligan. Det skulle dröja nästan 20 år innan NFL tillät fler lag att gå med i ligan.
Seahawks första säsong var långt ifrån en framgångssaga då laget endast vann 2 av 14 matcher 1976. Första vinsten kom den 17 oktober passande nog mot det andra expansionslaget Buccaneers som förlorade samtliga matcher under sin premiärsäsong. Den andra vinsten kom mot Atlanta Falcons tre veckor senare. Först 1978 lyckades Seahawks vinna fler matcher på en säsong än vad man förlorade och lagets tränare Jack Patera utsågs till årets tränare. 1983 nådde laget för första gången slutspelet där man nådde hela vägen fram till konferensfinalen där Oakland Raiders skulle visa sig bli för svåra. Totalt sett nådde laget slutspelet 4 gånger på 1980-talet och endast en gång på 1990-talet.
2000-talet började med en rad mediokra säsonger men 2003 nådde laget återigen slutspelet och har sedan dess endast missat slutspelet 3 gånger. Säsongen 2005 nådde laget för första gången Super Bowl (XL) där man förlorade med 21-10 mot Pittsburgh Steelers. 2013 gick laget till sin andra Super Bowl (XLVIII) och tog sin första seger när man besegrade Denver Broncos med 43-8. 2014 förlorade de mot New England Patriots i (XLIX) med 28-24.

## Hemmaarena
Sedan 2002 spelar Seahawks på CenturyLink Field som har en kapacitet på 67 000 åskådare under vanliga matcher men vid speciella evenemang som Super Bowl kan kapaciteten utökas till 72 000. I nuläget delar man arenan med fotbollslaget Seattle Sounders som spelar i Major League Soccer.
Från början spelade Seahawks på arenan Kingdome som öppnades samma år som laget gjorde sin första säsong i NFL. Arenan hade en kapacitet på 66 000 åskådare under amerikanska fotbollsmatcher. Arenan delades dessutom med baseball-laget Seattle Mariners och stundtals även med basket-laget Seattle SuperSonics. På 90-talet ansåg Seahawks och Mariners att de behövde nya och separata arenor i fortsättningen om de skulle vara kvar i staden vilket resulterade i att två nya arenor byggdes i Seattle för de båda lagen.
Den nya arenan anpassad efter Seahawks behov byggdes på den plats Kingdome tidigare stod på vilket innebar att laget var tvungna att spela två säsonger (2000-2001) på Husky Stadium som normaltsett är hemmaplan för collegelaget Washington Huskies. Den nybyggda arenan döptes till Seahawks Stadium men 2004 köpte telekomföretaget Qwest namnet och arenan blev då istället Qwest Field. När Qwest senare köptes upp av CenturyLink 2011 ändrades namnet till det nuvarande CenturyLink Field.

## Matchdräkt
Seahawks matchdräkt har sedan laget grundades 1976 spelat i blåa och vita tröjor med en del inslag av ljusgråa toner samt gröna detaljer. Från 1976-2001 var dräkterna i stort sett identiska med mörkblåa hemmatröjor och vita bortatröjor. I samband med att laget invigde sin nya arena 2002 plockades nya uniformer fram där man istället valde att använda sig av en mer blå-grå färg på sina hemmaställ. Dessa spelade laget i fram till 2012 då förändringar gjordes igen till en mycket mörkare ton av blå som används än idag. I dagsläget använder laget även ett bortaställ som är helt ljusgrönt med mörkblåa detaljer på axlarna. Detta ställ kallas för action-green .Något som förblivit samma sedan starten 1976 är lagets logotyp i form av ett fågelhuvud som alltid funnits på lagets hjälmar med vissa mindre justeringar.

## Framträdande spelare

### Spelare i Pro Football Hall Of Fame[4]
- Steve Largent (1995)
- Cortez Kennedy (2012)
- Walter Jones (2014)

Ytterligare 5 spelare i Pro Football Hall Of Fame har spelat i Seattle Seahawks men de spelade huvudsakligen i andra NFL-lag.

### Pensionerade nummer
| Seattle Seahawks pensionerade nummer |                 |          |           |             |
| Nr                                   | Spelare         | Position | Aktiv år  | N° Retirem. |
| 12                                   | Fans (12th Man) | Publik   | 1976–idag | 1984        |
| 71                                   | Walter Jones    | OT       | 1997–2009 | 2010        |
| 80 1                                 | Steve Largent   | WR       | 1976–1989 | 1996        |
| 96                                   | Cortez Kennedy  | DT       | 1990–2000 | 2012        |

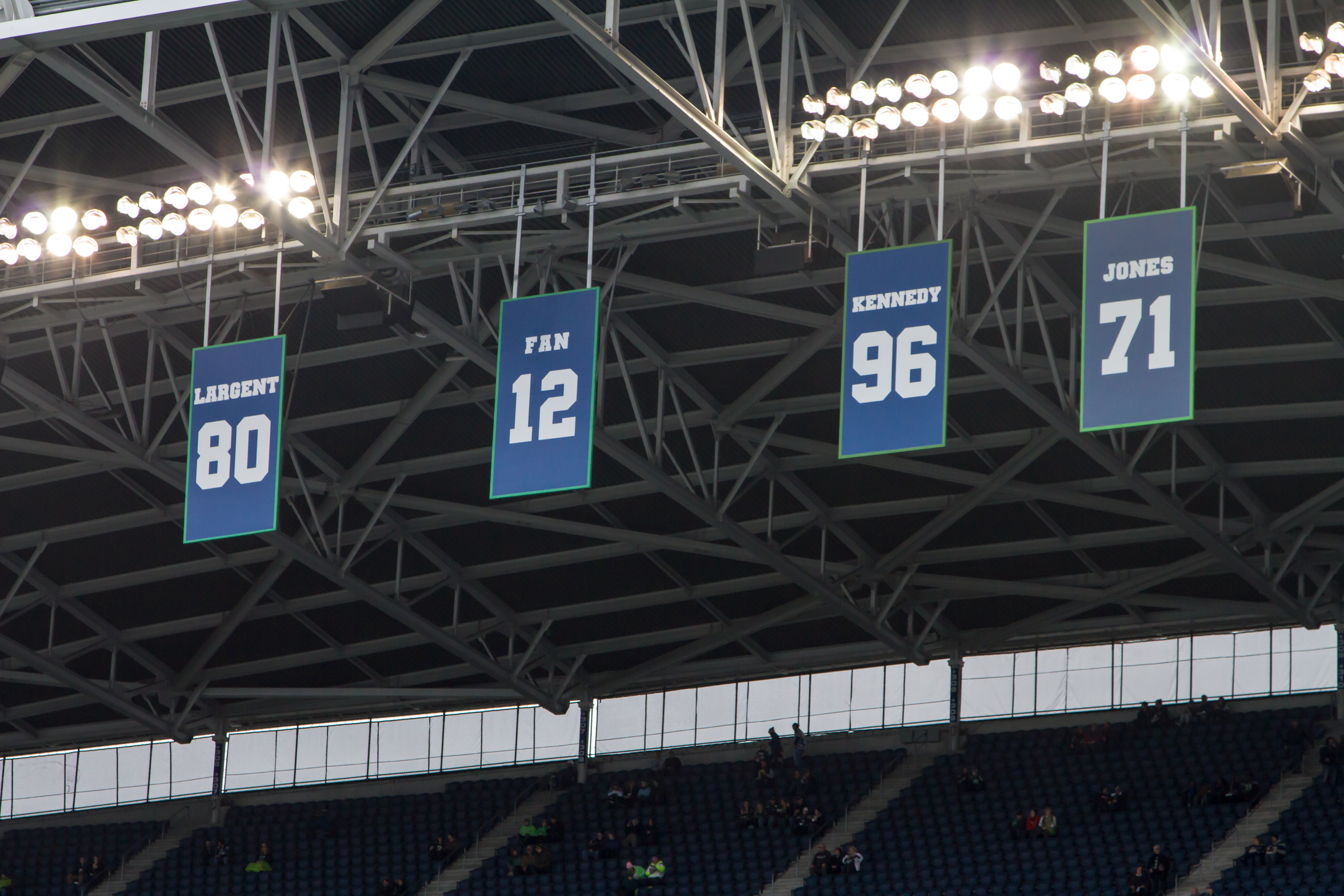
Seahawks pensionerade nummer på CenturyLink Field.

- 1 Jerry Rice bar nummer 80 i hans säsong 2004 med Seahawks. Enligt Rice erbjöd sig laget honom tröjan med Largents tillstånd.[7]
- Många andra spelare och personer relaterade till laget har förärats med Seattle Seahawks Ring of Honor.

## Referenslista
1. ↑  ”NFL History By Decade”. Arkiverad från originalet den 23 januari 2015. https://www.webcitation.org/6VnWADfZ5?url=http://www.nfl.com/history/chronology/1961-1970#1970. Läst 23 Januari 2015.
2. ↑  ”1976 Seattle Seahawks”. http://www.pro-football-reference.com/teams/sea/1976.htm. Läst 23 januari 2015.
3. ↑  ”Seahawks Uniforms”. Arkiverad från originalet den 8 februari 2015. https://web.archive.org/web/20150208145035/http://www.gridiron-uniforms.com/seahawks.html. Läst 23 januari 2015.
4. ↑  ”Seattle Seahawks”. http://www.profootballhof.com/. Arkiverad från originalet den 24 januari 2015. https://web.archive.org/web/20150124021742/http://www.profootballhof.com/history/team.aspx?TeamAlias=seattle-seahawks&InfoTab=Famers. Läst 23 januari 2015.
5. ↑  ”"History of the 12th. Man"”. Seattle Seahawks. Arkiverad från originalet den 28 maj 2013. https://web.archive.org/web/20130528225148/http://www.seahawks.com/gameday/12th-man/history.html. Läst 10 augusti 2013.
6. ↑  Eaton, Nick (11 oktober 2012). ”Seahawks to retire Cortez Kennedy’s jersey number Sunday”. Seattle Post-Intelligencer. Arkiverad från originalet den mars 30, 2019. https://web.archive.org/web/20190330170806/http://blog.seattlepi.com/football/2012/10/11/seahawks-to-retire-cortez-kennedys-jersey-number-sunday/. Läst 29 januari 2015.
7. ↑  Bishop, Greg (29 oktober 2004). ”Hawks offered No. 80, Rice says”. The Seattle Times. http://seattletimes.com/html/sports/2002076120_rice29.html. Läst 30 januari 2015.